# إم1117
ام 1117 غارديان مركبة امنية مدرعة مصنعة بواسطة شركة تكسترون للانظمة البحرية والبرية. ويتضمن تسليحها قاذف رمانات نوع
(MK19)ومدفع رشاش من نوع براوننغ (M2HB).والمركبة استخدمت على نطاق واسع بواسطة الشرطة العسكرية الأمريكية لتأمين القوافل الأمريكية خلال حرب العراق كما إستخدمتها قوات الشرطة الإتحادية العراقية في محاربة تنظيم الدولة الإسلامية وهي مدرعة أكثر ومسلحة أكثر من عربات هامفي التي لم تصمم اصلا لتكون مركبة قتالية مدرعة.

## التاريخ
في عقد الثمانينات كانت العقيدة العسكرية الأمريكية تركز على إنتاج نوعين مختلفين من المركبات المدرعة الأول دبابات والثاني ناقلات الجنود القتالية للقتال على الجبهات بينما تقوم العربات غير المدرعة بمهام النقل خلف خطوط القتال الرئيسية., خلال الحملة الدولية في الصومال عام 1993 اضطرت القوات الأمريكية في مقديشيو للقتال بمركبات الهمفي غير المدرعة مما دفع الجيش الأمريكي إلى تطوير مركبات مدرعة للاستخدام في الخطوط الخلفية.
في عام 1999 بدأ جيش الولايات المتحدة بشراء عدد محدود من ام 1117 (والتي عرفت اصلا باسم ASV-150)لصالح قوات الشرطة العسكرية، وقد اشتق تصميم ام 1117 من المدرعة كاديلاك كيج والتي استخدمت خلال حرب فيتنام لتامين القواعد الأمريكية هناك، مع درع حماية محسن وقدرة مناورة أفضل باستخدام نظام التعليق المستقل (تيموني).
واستخدم في صناعة المدرعة 117 الدروع (IBD) وهو من نوع الدروع المتمددة المطورة ويتكون من خليط من السيراميك.
واستخدمت ام117 لأول مرة بواسطة الشرطة العسكرية الأمريكية في كوسوفو 
وحتى العام 2003 كان هناك مامجموعه 49 مدرعة ام 1117 تستخدمها الشرطة العسكرية ومع اندلاع حرب العراق في هذا العام كان واضحا ضعف مركبات الهمفي ضد هجمات العبوات الناسفة بالمقارنة مع ام 1117 التي صممت لتصمد ضد هجمات الاسلحة الخفيفة والعبوات الناسفة وكان الجنود الذين يستخدمون هذه المدرعة يفضلونها على المركبات المضادة للانفجارات الأخرى (MRAP)كما لاقت ام 1117 استحسانا من قبل بعض أعضاء الكونغرس الذين زاروا العراق، وفي منتصف عام 2007 بلغ عدد مدرعات ام 1117 1,726.

## التصميم

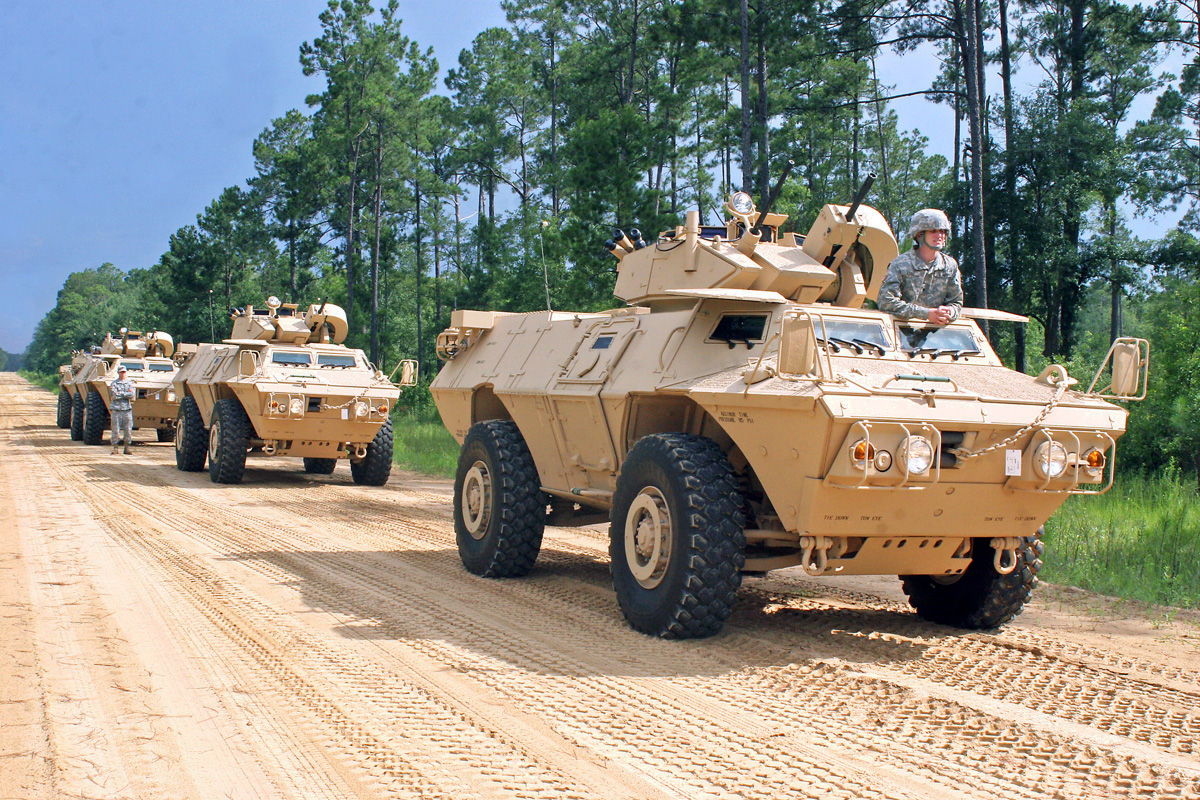
ام 1117 الحرس الوطني الأمريكي

يبلغ وزن مدرعة ام تقريبا 117(13,5) طن وهي اخف من المدرعة سترايكر البالغ وزنها 20 طن واخف من المدرعة المجنزرة ام2 برادلي ذات الخمسة وعشرين طنا وتستطيع ان تبلغ سرعة 40 ميل/ساعة خلال سبع ثواني عرض المركبة 2,375 م ويملك الطاقم مدى رؤية يبلغ 360ْ ومزودة بتكييف هواء.ويبلغ سعر ام 1117 حوالي 800 الف دولار وهو اعلى بكثير من سعر هامفي البالغ 140 الف دولار ولكنه اقل من ثمن السترايكرالبالغ (1,42) مليون دولار وبالإجمال تقع ام 1117 بين هامفي والسترايكر من ناحية الحجم والامكانيات والسعر.

## المستخدمون
- الولايات المتحدة1,836 تستخدمها الشرطة العسكرية الأمريكية.
- العراق 264 (مع طلبية ل 60 مدرعة إضافية في نيسان 2016)تستخدمها قوات الشرطة الإتحادية العراقية[5]
- أفغانستان 634 (مع طلب 55 مركبة إضافية) [6]
- بلغاريا7 مدرعات مع طلبية ل30 مدرعة [7]
- كولومبيا 39 مركبة
- كندا 500 مركبة.

## اقرأ ايضاً
- بوكسر ناقلة جنود مدرعة

## وصلات خارجية
- GlobalSecurity.org site on ASV
- Armored Security Vehicle Data Sheet (PDF) Broken Link
- Video of ASV
- M1117 in Iraq video
- Army Technology article